# Jean-Joseph Sue (1760-1830)
Pour les articles homonymes, voir Sue et Jean-Joseph Sue.
Jean Joseph Sue fils, né le 28 janvier 1760 et mort le 21 avril 1830, est un médecin et chirurgien français de l'époque napoléonienne.

## Biographie
Il est le fils de Jean-Joseph Sue père (1710-1792), professeur au Collège royal de chirurgie et à l'Académie royale de peinture et de sculpture. Il s'oppose à l'usage de la guillotine durant la Révolution puis devient médecin en chef de l'hôpital de la Garde en 1800. Il conserve ce poste jusqu'à ce que les circonstances mettent en évidence son inadaptation à la vie militaire (1812).
Jean-Joseph Sue est également le médecin de Joséphine de Beauharnais et de Joseph Fouché. Après la Restauration, il soignera Louis XVIII.
Son fils Marie-Joseph, se fera connaître sous le nom d'Eugène Sue.

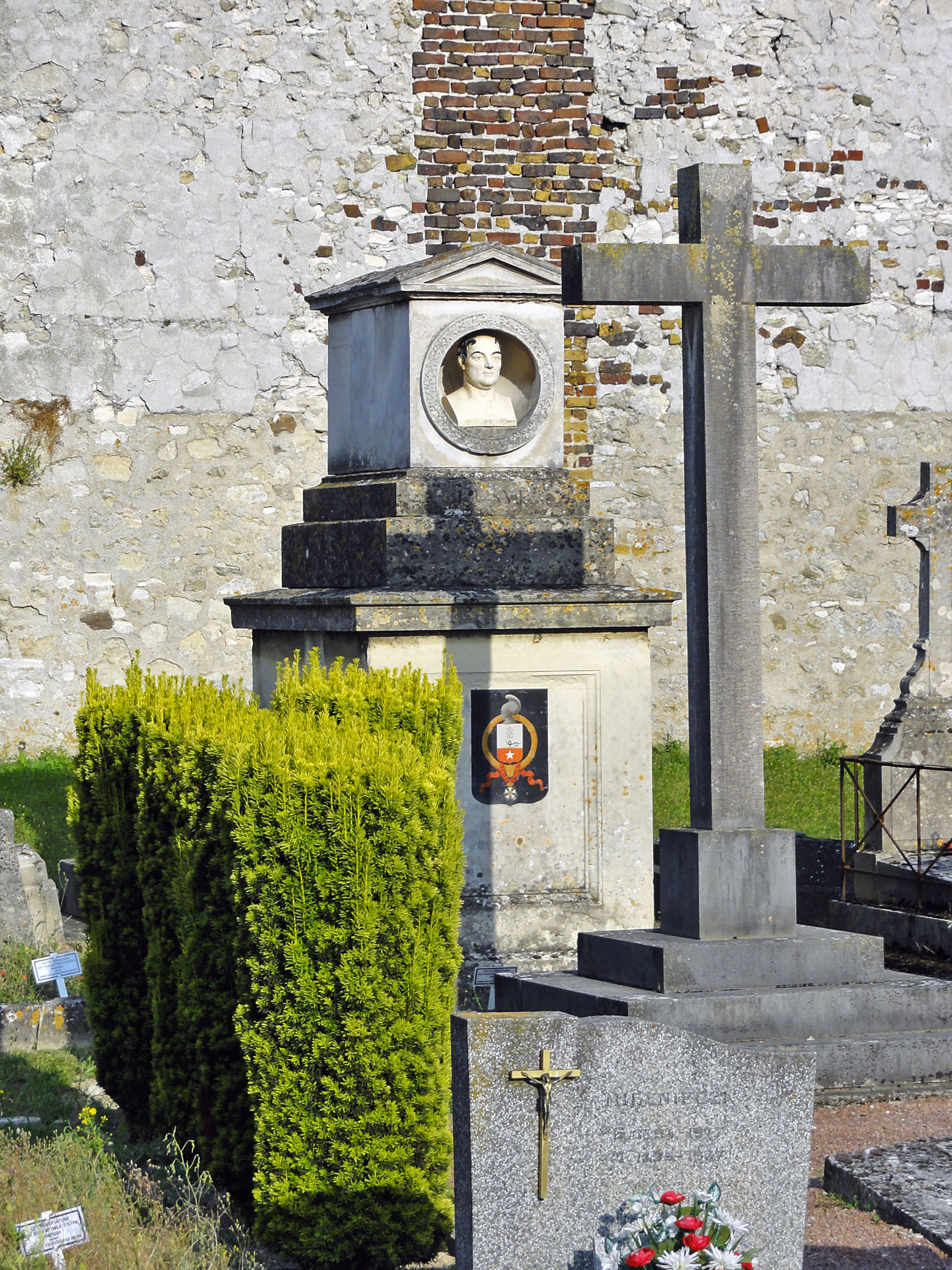
Sa tombe dans le village de Bouqueval.

Il possède une maison à Suresnes, carrefour de la Croix-du-Coin, plus tard renommé place Eugène-Sue. En 1799, Joséphine vient d'ailleurs dans le petit village viticole à l'ouest de la capitale soigner ses rhumatismes par un bain de raisin en fermentation, une thérapie préconisée par le docteur,.

## Décoration, titre
- En 1808, Napoléon en fait un chevalier d'Empire.

## Ouvrages
- De oesophagotomia, 1781.
- Éléments d'anatomie, à l'usage des peintres, des sculpteurs et des amateurs, ornés de quatorze planches, 1788.
- Essai sur la physiognomonie des corps vivants, 1797.
- Recherches physiologiques et expériences sur la vitalité et le galvanisme, suivies d'une nouvelle édition de son Opinion sur le supplice de la guillotine ou sur la douleur qui survit à la décolation, 1797, 3e éd. 1803.